# ادوارد اچ. بنت
ادوارد هربرت بنت (۱۸۷۴-۱۹۵۴) یک معمار و شهرساز بود که بیشتر به دلیل همکاری در نویسندگی طرح شیکاگو در سال ۱۹۰۹ شناخته شد.

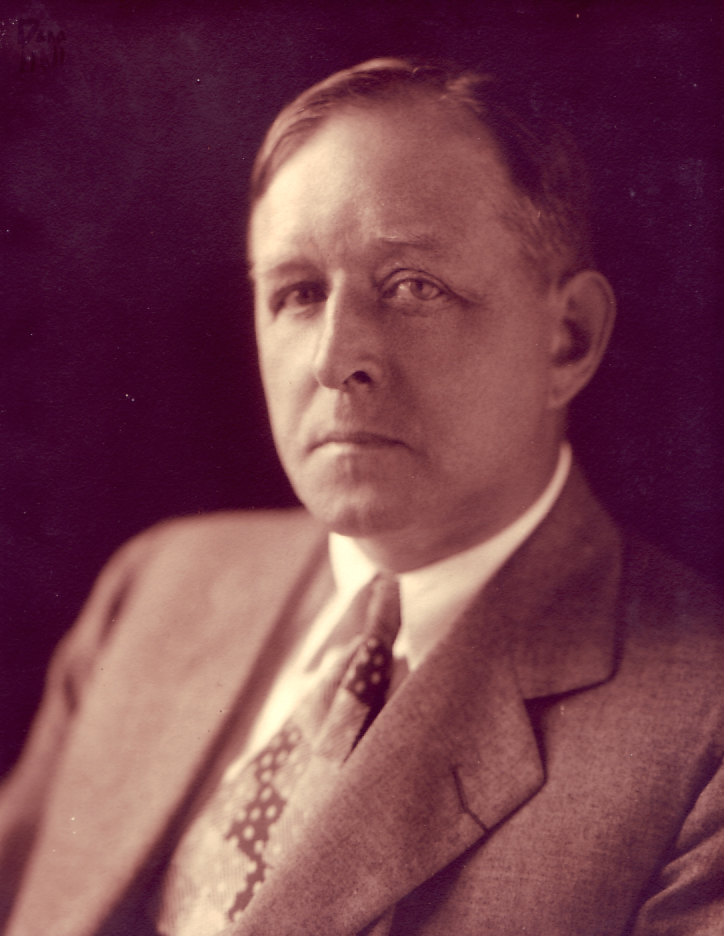
ادوارد اچ. بنت

## زندگینامه
بنت در سال ۱۱۸۷۴ در بریستول انگلستان به دنیا آمد و بعداً با خانواده اش به سانفرانسیسکو نقل مکان کرد. در حالی که کارمند رابرت وایت بود، توسط معمار معروف برنارد میبک تشویق شد تا تحصیلات خود را در پاریس در مدرسه هنرهای زیبا ادامه دهد، که از ۱۸۹۵ تا ۱۹۰۲ به لطف سخاوت فیبی هرست در آن شرکت کرد. آموزش‌ها و دوستی‌هایی که او در ایکول ایجاد کرد، کل حرفه او را شکل داد.
پس از فارغ التحصیلی، او برای مدت کوتاهی در شهر نیویورک برای معمار برجسته جورج بی. پست کار کرد، که او را به شیکاگو فرستاد تا به معمار دانیل اچ. برنهام در تهیه طرحی برای آکادمی نظامی در وست پوینت کمک کند. برنهام کار بنت را بسیار رضایت بخش یافت و در سال ۱۹۰۳ از او دعوت کرد تا به شیکاگو برود تا در طرح جامع سانفرانسیسکو و پس از آن، طرح شیکاگو همکاری کند. طرح تکمیل شده سانفرانسیسکو پس از زلزله ۱۹۰۶ اجرا نشد، اما بنت به دلیل کار طراحی و همکاری در نویسندگی طرح ۱۹۰۹ شیکاگو به شهرت رسید. در حالی که برنهام برای طرح شیکاگو پول جمع‌آوری کرد، بنت طرح‌ها و نقشه‌های اصلی را ایجاد کرد که امروزه بسیار شناخته شده هستند.
بنت همچنین با معمار برجسته خانه‌های روستایی شیکاگو، هوارد ون دورن شاو آموزش دید. 
بنت، شیکاگو را تا پایان دوران حرفه‌ای خود، مقر شخصی و حرفه‌ای خود کرد. او تا دهه ۱۹۳۰ در کمیسیون طرح شیکاگو در سمت‌های مختلف خدمت کرد و به‌عنوان یک برنامه‌ریز شهری، یک کار خصوصی قابل توجه و شهرت ملی ایجاد کرد. برنهام که پس از سال ۱۹۰۵ تا حد زیادی از تمرین فعال بازنشسته شد، به غیر از کارش در شیکاگو، متقاضیان را به بنت هدایت کرد، که با شرکای خود ویلیام ای. پارسونز (۱۸۷۲-۱۹۳۹) و هری تی فراست (۱۸۸۶-۱۹۴۳) به عنوان کار خود مشغول به کار شدند. مشاور برنامه ریزی برای بسیاری از شهرهای بزرگ و کوچک. در طرحی برای شیکاگو، برنهام و بنت یک سند کاری ایجاد کردند که به فلسفه شهر زیبای شهر اهمیت می داد. از این نمونه اولیه، بنت برنامه های مشابهی را برای شهرهای متعدد آمریکا، از جمله مینیاپولیس، دیترویت و پورتلند، اورگان توسعه داد.

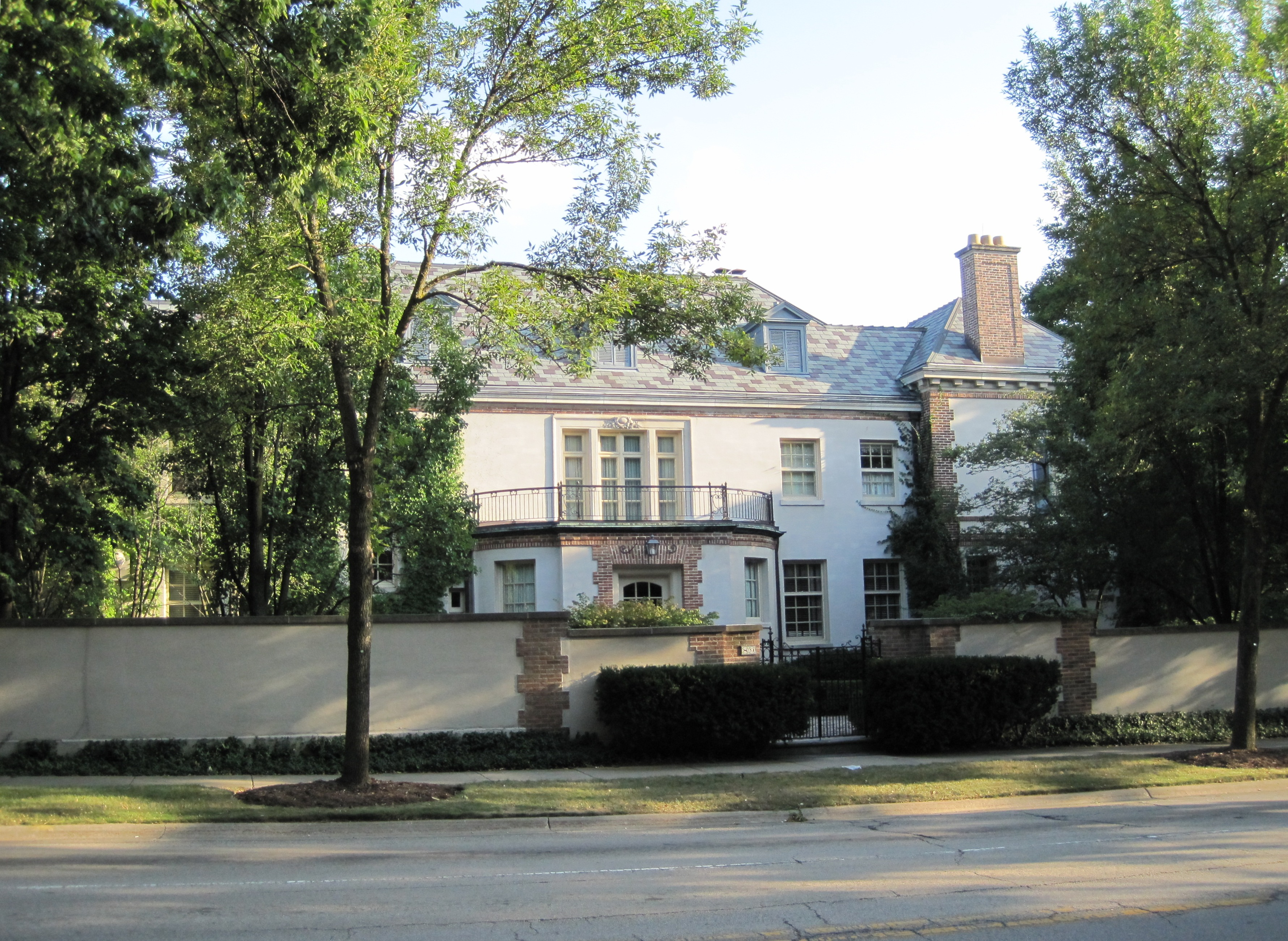
خانه بنت در لیک فارست، ایلینوی

بنت با کاترین جونز از خانواده مشهور لیک فارست جونز ازدواج کرد. آنها یک پسر داشتند به نام ای اچ بنت جونیور که او نیز معمار بود. در سال ۱۹۱۶، بنت املاک خود، باگاتل را در گوشه شمال شرقی املاک اصلی جونز طراحی و ساخت. این خانه هنوز در گوشه ای از جاده‌های دیرپث و گرین بی در جنگل دریاچه قرار دارد. باگاتل تعبیری از قلعه باگاتل در پارک بولونی پاریس است. باغ کلاسیک آن با فواره مرکزی، طرح گرانت پارک و فواره باکینگهام در کنار دریاچه شیکاگو را منعکس می‌کند. او همچنین مالک مزرعه دیرپث، یک مزرعه لبنی و یک خلوتگاه روستایی در ۱۶۰ جریب فرنگی (۰٫۶۵ کیلومتر مربع) بود. درست در غرب دریاچه جنگل  که او به پسرش داد، و اکنون به عنوان جامعه حفاظت از مزرعه دیرپث دست نخورده باقی مانده است.

## آثار
- ۱۹۰۹ طرح شیکاگو
- فواره باکینگهام - شیکاگو، ایلنویز
- پل خیابان میشیگان - شیکاگو، ایلنویز
- پریستایل در پارک میلینیوم (اصلی) - شیکاگو، ایلنویز
- سیویک سنتر پارک - دنور، کلرادو
- طرح ۱۹۱۵ برای اتاوا
- پارک لوئیس مونوز ریورا - سان خوان، پورتوریکو

## یادداشت
1. 1 2 3 4  Cohen, 2004, page 307
2. ↑  Coventry, 2003, page 211
3. ↑  Cohen, 2004, page 319
4. ↑  Coventry, 2003, pp 209, 211, 227
5. ↑  Coventry, 2003, pp 388-89